# Compteur manuel

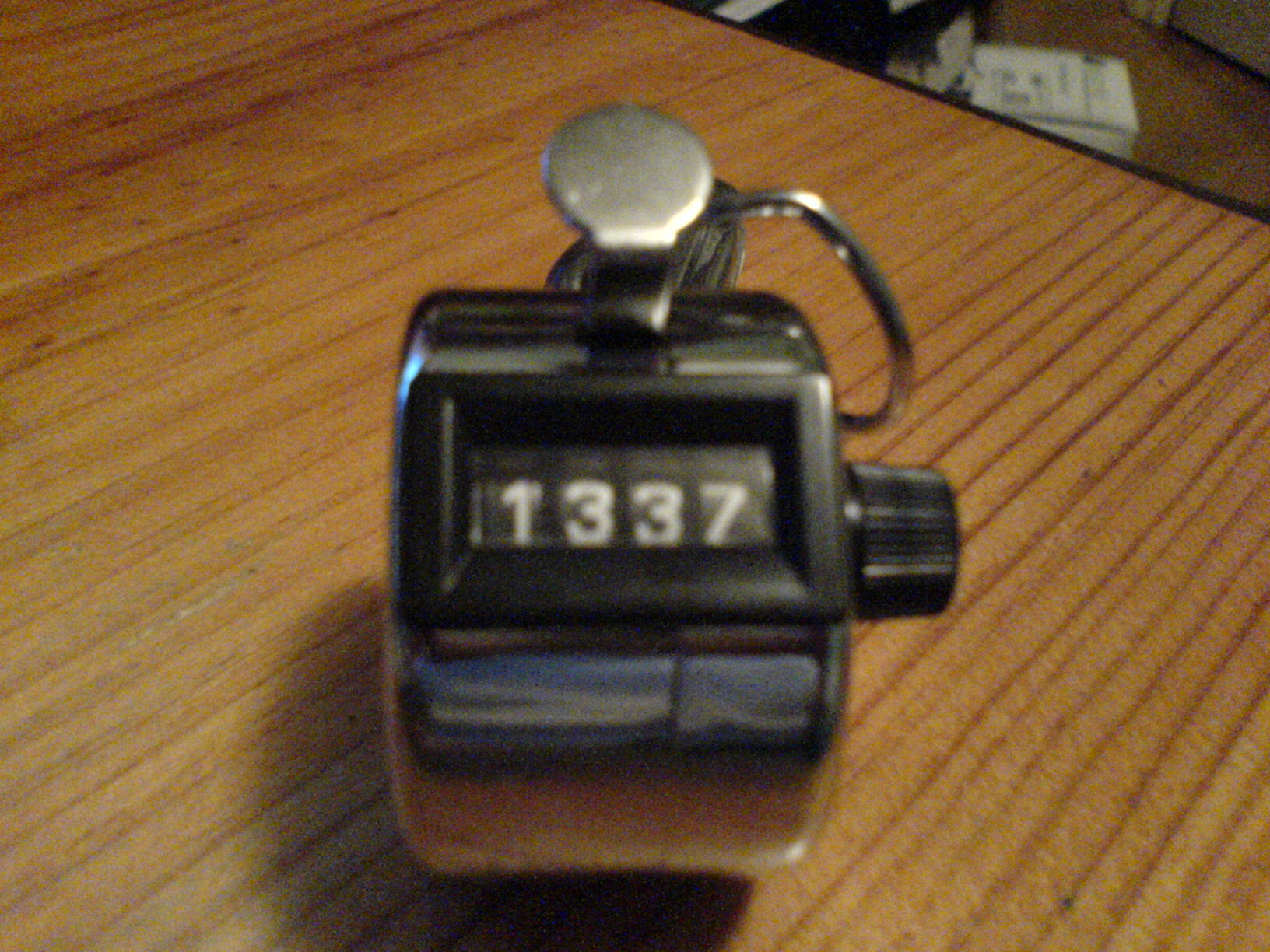
Un compteur manuel indiquant le nombre 1337.

Un compteur manuel, ou compteur-enregistreur selon une recommandation de l'OQLF, est un petit appareil conçu pour tenir dans la main, composé d'un dispositif affichant un nombre entier, et d'une gâchette actionnable par l'utilisateur pour incrémenter ce nombre.
Il est également équipé d'une touche de remise à zéro, et parfois d'une seconde gâchette permettant de décrémenter.
Il est parfois attaché au corps par une dragonne, afin de ne pas le perdre.

## Intérêt
Il a pour but de faciliter un décompte, en permettant de se concentrer sur l'ensemble à dénombrer, sans avoir à garder le total en mémoire, ni à le remettre à jour mentalement à chaque incrémentation ou décrémentation.

## Dispositif d'affichage

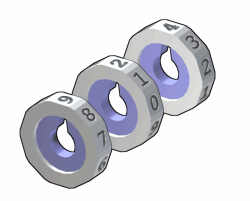

Traditionnellement, le dispositif d'affichage est mécanique, avec un disque rotatif pour chaque chiffre, mais on en trouve aussi qui sont électroniques, avec un écran à cristaux liquides. Ces versions électroniques proposent parfois des fonctionnalités plus avancées, telles que la mise en mémoire de plusieurs décomptes distincts.

## Dispositif de confirmation
Un son peut être émis à chaque incrémentation ou décrémentation, afin de confirmer à l'utilisateur que la pression de la gâchette a bien été prise en compte. Il peut s'agir :
- d'un clic produit par le mécanisme, sur les versions non électroniques : d'ailleurs, parmi les différents noms de l'objet en anglais, certains tiennent de l'onomatopée : clicker, kacha kacha ;
- d'un bip généré artificiellement, éventuellement désactivable, sur les modèles électroniques.

## Utilisations
Ses utilisations sont multiples :
- dans les manifestations, à la fois par les forces de l'ordre et par les organisateurs, pour compter le nombre de participants ;
- dans les boîtes de nuit, par le videur, pour compter le nombre de clients qu'il laisse entrer, afin d'interdire l'accès une fois la capacité maximale atteinte ;
- par les éthologues, pour quantifier les populations d'animaux, et étudier leur évolution ;
- par les personnes pratiquant le tricot, pour compter le nombre de rangs effectués ;
- en ingénierie routière, pour compter les véhicules, par exemple sur une heure de pointe à un carrefour, afin de modéliser ensuite les flux de véhicules et de proposer des aménagements qui en améliorent le fonctionnement ;
- par les sylviculteurs, pour compter le nombre d'arbres d'une forêt.
- dans les laboratoires de recherche ou de biologie médicale, afin d'effectuer des comptages cellulaires (levures, cellules sanguines...) au microscope à l'aide d'un hématimètre.

## Nombre maximal
Si le nombre qu'il indique est constitué de {\displaystyle n} chiffres, le nombre maximal qu'il pourra afficher sera {\displaystyle 10^{n}-1}. Le plus souvent, il y a 4 chiffres, et donc le nombre maximal est généralement 9999.
Il existe toutefois une exception pour les compteurs réservés au tricot, où le nombre de rangs n'est jamais aussi élevé : ils ne disposent donc que de 2 chiffres, pour un compte maximal de 99.

## Apparitions
- En 2005, dans la série télévisée américaine Les Experts : Miami, l'épisode 9 de la saison 4, intitulé Fin de partie, met en scène des braqueurs de banque dont on découvre qu'ils utilisent des compteurs manuels. Les enquêteurs apprendront par la suite que leurs braquages étaient en fait une transposition de leur jeu vidéo préféré dans le réel, et que les compteurs leur permettaient de comptabiliser les points qu'ils marquaient à chaque action.

- En 2006, la marque de déodorant Axe lance un produit dénommé Click ou Clix selon les pays, et dont la campagne publicitaire est basé sur un homme utilisant un compteur manuel pour calculer le nombre de femmes avec lequel il a flirté au cours de ses différentes activités de la journée. Ainsi le spot télévisé met-il en scène une célébrité masculine considérée comme attirante (Ben Affleck ou Nick Lachey selon les pays), qui compare son score (103) à celui d'un employé d'ascenseur supposé avoir moins de succès ; pourtant celui-ci affiche un score nettement supérieur (2 372), ce qui est expliqué dans la publicité par le fait qu'il se parfume avec Axe.
  - Le spot télévisé, sur le site d'Axe.
  - Clickmore.com, mini-site consacré à la campagne, selon le principe du marketing viral.